# San Carlos (Mendoza)
Pour les articles homonymes, voir San Carlos.
San Carlos ou Villa San Carlos est une ville de la province de Mendoza, en Argentine. Elle est le chef-lieu du département de San Carlos.

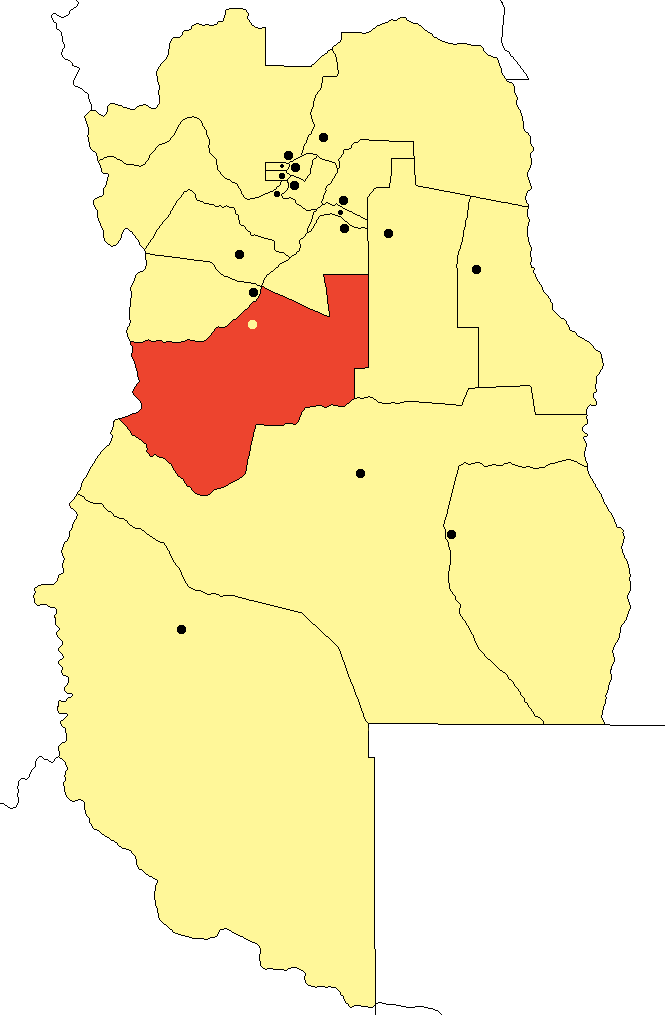
localisation de la ville dans la province

## Population
Sa population s'élevait à 2 714 habitants en 2001.